# هربار (ترانه آریانا گرانده)
«هربار» (به انگلیسی: Everytime) ترانه‌ای از خواننده اهل ایالات متحده آمریکا آریانا گرانده از چهارمین آلبوم استودیویی او، شیرین‌کننده (۲۰۱۸) است. تهیه ترانه برعهده ایلیا سلمان‌زاده و مکس مارتین بوده است.